# Villa Rehe

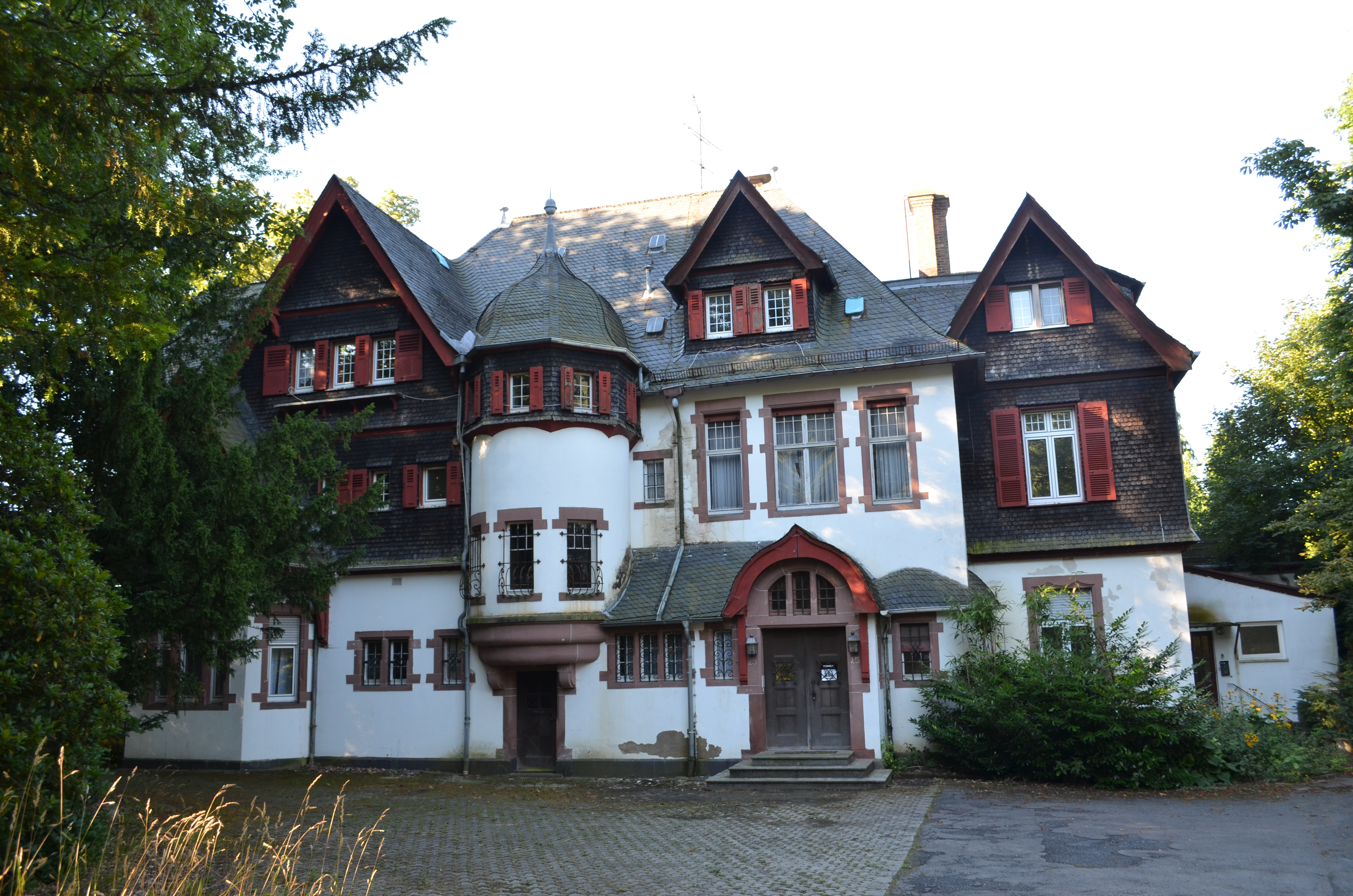
Villa Rehe

Die Villa Rehe, später Haus Raphael, ist eine Villa im Reichenbachweg 25 g in Königstein im Taunus. Sie steht unter Denkmalschutz.
Der Kölner Apotheker Dr. E. Rehe ließ 1898/99 südlich des Reichenbachweges auf ehemaligen Äckern und Wiesen („Helgewiesen“) eine Villa errichten. Architekt war Otto Bäppler. 1910 und 1921 (Küchentrakt) erfolgten (ebenfalls durch Bäppler) Um- und Erweiterungsbauten.
Das am Hang gelegene große Gebäude ist im Untergeschoss aus Bruchstein ausgeführt. Darüber erheben sich zwei Geschosse und eine variantenreiche Walmdachlandschaft. Die Fassade wird durch übergiebelte Risaliten, einen hervorstehenden halbrunden Turm und Erker gegliedert. Die Fenster- und Türumrandungen aus rotem Sandstein und die rot gefassten Holzelemente bilden einen farblichen Kontrast. Das Haus liegt oberhalb des Reichenbachs an der Siedelungsgrenze eines Villengebietes.
1924 starb der Bauherr. In der Zeit des Nationalsozialismus wurde das Haus als Mütterheim der Nationalsozialistischen Volkswohlfahrt genutzt. 1951 ging das Haus an die Caritas über. 1962/63 wurde rechts neben der Villa das Altenheim Haus Raphael als moderner Backsteinbau errichtet. Seit dieses 2010 in einen Neubau im Forellenweg umzog, steht das Anwesen leer.